# Dobkovice
Dobkovice – gmina w Czechach, w powiecie Děčín, w kraju usteckim. Według danych z dnia 1 stycznia 2014 liczyła 663 mieszkańców.
W miejscowości jest przystanek kolejowy Dobkovice.